# Chabanov
Chabanov (del ruso: Чабанов) es un jútor del raión de Teuchezh en la república de Adiguesia de Rusia. Está situado 19 km al sudeste de Ponezhukái y 48 km al noroeste de Maikop, la capital de la república. Se asienta en la orilla norte de un pequeño embalse que le separa de Oktiábrskaya, en el krai de Krasnodar. Tenía 36 habitantes en 2010
Pertenece al municipio Gabukáiskoye.